# Montague Fawcet Phillips
Montague Fawcet Phillips (Tottenham (Londres), 13 de novembre del 1885 - Esther (Londres), 4 de gener del 1969) fou un compositor i organista anglès.
S'inicià a la música com a nen del cor de l'església de Bishopsgate, i estudià composició amb Frederick Corder, a la Reial Acadèmia de Música. Ocupà el càrrec d'organista i mestre de capella de l'església de Wanstead durant trenta-cinc anys, i a partir de 1908 compaginà aquesta tasca amb la d'organista de l'església d'Esther, sempre sense moure's de la rodalia de Londres.
Les seves primeres composicions foren per a la seva esposa, la soprano Clara Butterworth. Obres de Phillips foren una Simfonia de do menor; Boadicea, obertura; Scherzo simfònic, Obertura, festival; Scherzo simfònic, per a orquestra; Concert per a piano, en fa menor; Fantasia, per a violí i orquestra; La mort de l'almirall Blake, per a baríton, cor i orquestra; peces per a orgue i per a piano, cançons, etc.